# تهران من، حراج
تهران من، حراج (به انگلیسی: My Tehran for Sale) اولین فیلم بلند گراناز موسوی، شاعر و کارگردان ایرانی، محصول مشترک ایران و استرالیا و برندهٔ جایزهٔ بهترین فیلم مستقل سال ۲۰۰۹ در استرالیا (اینساید فیلم اواردز) و درامی اجتماعی-انتقادی است.
نویسنده و کارگردان آن دانش آموختهٔ رشتهٔ سینما در مقطع دکتری دانشگاه سیدنی است و فیلمبرداری این فیلم را که تحسین شدهٔ منتقدان و تماشاگران جشنواره‌های متعدد از جمله جشنواره بین‌المللی فیلم تورنتو، روتردام، جشنواره بین‌المللی فیلم پوسان و نیز موزه هنر مدرن نیویورک، بوستون، هیوستون و برندهٔ چندین جایزهٔ جهانی است در تابستان سال ۲۰۰۸ میلادی در تهران انجام داده‌است.